# Pacific Rim Championships 2012
L'edizione del 2012 dei Pacific Rim Championships si è svolta a Seattle dal 16 al 18 marzo.

## Risultati
| Evento                 | Oro             | Punti   | Argento            | Punti   | Bronzo           | Punti   |
| Podio Squadre          |                 |         |                    |         |                  |         |
| Concorso a squadre     | Stati Uniti     | 239.700 | Cina               | 220.650 | Canada           | 219.000 |
| Podio Senior           |                 |         |                    |         |                  |         |
| Concorso individuale   | Jordyn Wieber   | 61.050  | Kyla Ross          | 59.200  | Peng Peng Lee    | 57.800  |
| Volteggio              | Wakiko Ryu      | 14.062  | Wong Angel         | 13.875  | Risa Konishi     | 13.587  |
| Parallele asimmetriche | Gabby Douglas   | 15.150  | Kyla Ross          | 15.050  | Luo Peiru        | 14.700  |
| Trave                  | Kyla Ross       | 15.375  | Peng Peng Lee      | 15.300  | Tan Sixin        | 15.050  |
| Corpo libero           | Jordyn Wieber   | 15.125  | Peng Peng Lee      | 14.575  | Kyla Ross        | 14.375  |
| Podio Junior           |                 |         |                    |         |                  |         |
| Concorso individuale   | Katelyn Ohashi  | 60.000  | Lexie Priessman    | 57.800  | Sakura Yumoto    | 53.600  |
| Volteggio              | Lexie Priessman | 15.325  | Amelia Hundley     | 14.825  | Maegan Chant     | 13.925  |
| Parallele asimmetriche | Katelyn Ohashi  | 14.625  | Victoria Kayen Woo | 13.100  | Sakura Yumoto    | 12.875  |
| Trave                  | Katelyn Ohashi  | 15.275  | Lou Nina           | 14.700  | Maria Kharenkova | 14.025  |
| Corpo libero           | Katelyn Ohashi  | 14.950  | Amelia Hundley     | 14.300  | Maria Kharenkova | 13.950  |

## Risultati (in dettaglio)
Gli Stati Uniti d'America, con 19.0.50 punti di stacco dalla seconda classificata, vincono la competizione a squadre.

### Concorso a squadre
| Posizione | Squadra                | Volteggio | Parallele | Trave  | Corpo libero | Totale  |
| --------- | ---------------------- | --------- | --------- | ------ | ------------ | ------- |
| Oro       | Stati Uniti            | 60.700    | 60.400    | 60.750 | 57.850       | 239.700 |
| Oro       | Jordyn Wieber          | 15.700    | 15.000    | 15.700 | 14.650       | 239.700 |
| Oro       | Katelyn Ohashi         | 14.850    | 14.650    | 15.850 | 14.650       | 239.700 |
| Oro       | Kyla Ross              | —         | 15.250    | 15.000 | 14.100       | 239.700 |
| Oro       | Lexie Priessman        | 15.300    | —         | 14.200 | —            | 239.700 |
| Oro       | Amelia Hundley         | 14.950    | —         | —      | 14.450       | 239.700 |
| Oro       | Gabrielle Douglas      | —         | 15.500    | —      | —            | 239.700 |
| Argento   | Cina                   | 53.150    | 54.650    | 58.100 | 54.750       | 220.650 |
| Argento   | Luo Peiru              | 13.200    | 13.950    | 14.500 | 13.850       | 220.650 |
| Argento   | Tan Sixin              | 13.200    | 13.450    | 14.050 | 13.900       | 220.650 |
| Argento   | Shang Chunsong         | 13.300    | 13.650    | 15.250 | —            | 220.650 |
| Argento   | Lou Nina               | 13.450    | —         | 14.300 | 13.850       | 220.650 |
| Argento   | Mei Jie                | —         | 13.600    | —      | 13.450       | 220.650 |
| Argento   | Wang Wei               | —         | —         | —      | —            | 220.650 |
| Bronzo    | Canada                 | 55.150    | 55.350    | 53.300 | 55.200       | 219.000 |
| Bronzo    | Peng Peng Lee          | 13.950    | 14.550    | 14.950 | 14.350       | 219.000 |
| Bronzo    | Victoria Moors         | 14.500    | 13.550    | —      | 14.750       | 219.000 |
| Bronzo    | Kristina Vaculik       | —         | 14.200    | 14.200 | 13.450       | 219.000 |
| Bronzo    | Jordyn Pedersen        | 13.450    | —         | —      | 12.650       | 219.000 |
| Bronzo    | Victoria Kayen Woo     | —         | 13.050    | 12.100 | —            | 219.000 |
| Bronzo    | Maegan Chant           | 13.750    | —         | —      | —            | 219.000 |
| 4         | Australia              | 55.300    | 49.600    | 53.350 | 56.250       | 214.500 |
| 4         | Emily Little           | 14.500    | 13.250    | 13.400 | 14.150       | 214.500 |
| 4         | Lauren Mitchell        | 13.850    | —         | 14.800 | 14.850       | 214.500 |
| 4         | Jazminne Casis         | 13.400    | —         | 12.700 | 13.450       | 214.500 |
| 4         | Alexandra Eade         | 13.550    | 12.200    | —      | 13.800       | 214.500 |
| 4         | Madelaine Leydin       | —         | 12.100    | 12.750 | —            | 214.500 |
| 4         | Georgia Simpson        | —         | —         | —      | —            | 214.500 |
| 5         | Giappone               | 53.600    | 51.800    | 54.200 | 52.950       | 212.550 |
| 5         | Sakura Yumoto          | 13.450    | 13.250    | 13.500 | 13.400       | 212.550 |
| 5         | Yuri Ishi              | 13.300    | 13.050    | 13.600 | 12.950       | 212.550 |
| 5         | Yuki Uchiyama          | 13.600    | —         | 13.450 | 13.600       | 212.550 |
| 5         | Risa Konishi           | 13.250    | 12.400    | 13.650 | —            | 212.550 |
| 5         | Wakiko Ryu             | —         | 13.100    | —      | 13.000       | 212.550 |
| 6         | Russia                 | 53.650    | 51.150    | 51.500 | 54.200       | 210.500 |
| 6         | Ekaterina Baturina     | 13.200    | 12.600    | 12.900 | 13.650       | 210.500 |
| 6         | Maria Kharenkova       | 13.700    | —         | 14.000 | 13.900       | 210.500 |
| 6         | Anastasia Belova       | 13.400    | 12.500    | —      | 13.200       | 210.500 |
| 6         | Anastasiya Marchuk     | —         | 12.600    | 12.800 | 13.450       | 210.500 |
| 6         | Marija Stepanova       | 13.350    | —         | 11.800 | —            | 210.500 |
| 6         | Diana Elkina           | —         | 13.450    | —      | —            | 210.500 |
| 7         | Nuova Zelanda          | 49.100    | 40.100    | 47.550 | 49.000       | 185.750 |
| 7         | Charlotte Sullivan     | 13.000    | 11.400    | 13.400 | 12.500       | 185.750 |
| 7         | Rebecca Morrison       | 12.150    | 8.750     | 12.650 | —            | 185.750 |
| 7         | Millie Williamson      | —         | 9.850     | 11.350 | 12.250       | 185.750 |
| 7         | Hanna Malloch          | —         | 10.100    | 10.150 | 12.150       | 185.750 |
| 7         | Courtney Mcgregor      | 12.100    | —         | —      | 12.100       | 185.750 |
| 7         | Tara Purvis            | 12.050    | —         | —      | —            | 185.750 |
| 8         | Messico                | 50.700    | 37.000    | 45.750 | 46.050       | 179.500 |
| 8         | Sandra Garcia          | —         | 10.450    | 10.600 | 12.000       | 179.500 |
| 8         | Karla Martinez         | 12.650    | 10.000    | —      | 10.850       | 179.500 |
| 8         | Shaden Michelle Cortes | 12.850    | 7.400     | 12.300 | 11.950       | 179.500 |
| 8         | Andrea Mora            | 12.500    | 9.150     | 11.250 | —            | 179.500 |
| 8         | Federica Scheiman      | 12.700    | —         | 11.600 | 11.250       | 179.500 |

#### Podio Senior
Dopo aver vinto due ori (concorso a squadre e trave), due argenti (concorso individuale e parallele asimmetriche) e un bronzo (corpo libero), la statunitense Kyla Ross diventa la ginnasta senior più medagliata della competizione.

##### Concorso individuale
| Posizione | Ginnasta                   | Volteggio | Parallele | Trave  | Corpo libero | Totale |
| --------- | -------------------------- | --------- | --------- | ------ | ------------ | ------ |
| Oro       | Jordyn Wieber              | 15.700    | 15.000    | 15.700 | 14.650       | 61.050 |
| Argento   | Kyla Ross                  | 14.850    | 15.250    | 15.000 | 14.100       | 59.200 |
| Bronzo    | Peng Peng Lee              | 13.950    | 14.550    | 14.950 | 14.350       | 57.800 |
| 4         | Luo Peiru                  | 13.200    | 13.950    | 14.500 | 13.850       | 55.500 |
| 5         | Shang Chunsong             | 13.300    | 13.650    | 15.250 | 13.150       | 55.350 |
| 6         | Emily Little               | 14.500    | 13.250    | 13.400 | 14.150       | 55.300 |
| 7         | Kristina Vaculik           | 13.250    | 14.200    | 14.200 | 13.450       | 55.100 |
| 8         | Yuri Ishi                  | 13.300    | 13.050    | 13.600 | 12.950       | 52.900 |
| 9         | Anastasiya Marchuk         | 13.150    | 12.600    | 12.800 | 13.450       | 52.000 |
| 10        | Risa Konishi               | 13.250    | 12.400    | 13.650 | 12.250       | 51.550 |
| 11        | Bibiana Maria Velez Alzate | 13.400    | 12.700    | 11.950 | 12.700       | 50.750 |
| 12        | Yurany Avendano            | 12.800    | 12.300    | 11.550 | 11.850       | 48.500 |
| 13        | Wong Hiu Ying Angel        | 13.550    | 10.700    | 12.700 | 11.100       | 48.100 |
| 14        | Karina Regidor             | 12.950    | 11.250    | 11.200 | 12.350       | 47.750 |
| 15        | Chen Yu Chun               | 12.850    | 10.000    | 11.900 | 11.650       | 46.400 |
| 16        | Sandra Garcia              | 12.150    | 10.450    | 10.600 | 12.000       | 45.200 |
| 17        | Lauren Mitchell            | 13.850    | —         | 14.800 | 14.850       | 43.500 |
| 18        | Tsai Chia Jung             | 12.400    | 8.500     | 12.150 | 10.050       | 43.100 |
| 19        | Karla Martinez             | 12.650    | 10.000    | 9.500  | 10.850       | 43.000 |
| 20        | Marija Stepanova           | 13.350    | —         | 11.800 | 12.950       | 38.100 |
| 21        | Leung Ka Man               | 12.000    | 6.800     | 8.450  | 10.600       | 37.850 |

##### Volteggio
| Pos.    | Ginnasta            | D. Score     | E. Score     | Penalità     | 1° Parziale  | D. Score     | E. Score     | Penalità     | 2° Parziale  | Totale |
| ------- | ------------------- | ------------ | ------------ | ------------ | ------------ | ------------ | ------------ | ------------ | ------------ | ------ |
| Oro     | Wakiko Ryu          | 5.800        | 8.725        | —            | 14.525       | 5.000        | 8.600        | —            | 13.600       | 14.062 |
| Argento | Wong Hiu Ying Angel | 5.200        | 8.750        | —            | 13.950       | 5.000        | 8.800        | —            | 13.800       | 13.875 |
| Bronzo  | Risa Konishi        | 5.200        | 8.575        | —            | 13.775       | 5.000        | 8.400        | —            | 13.400       | 13.587 |
| 4       | Chen Yu Chun        | 5.000        | 8.425        | —            | 13.425       | 5.000        | 7.025        | —            | 12.025       | 12.725 |
| 5       | Leung Ka Man        | 4.400        | 8.350        | —            | 12.750       | 4.200        | 8.425        | —            | 12.625       | 12.687 |
| 6       | Tsai Chia Jung      | 4.200        | 8.425        | —            | 12.625       | 4.400        | 7.250        | —            | 11.650       | 12.137 |
| Pos.    | Ginnasta            | 1° Rotazione | 1° Rotazione | 1° Rotazione | 1° Rotazione | 2° Rotazione | 2° Rotazione | 2° Rotazione | 2° Rotazione | Totale |

##### Parallele Asimmetriche
| Rank    | Gymnast           | D Score | E Score | Pen. | Total  |
| ------- | ----------------- | ------- | ------- | ---- | ------ |
| Oro     | Gabrielle Douglas | 6.4     | 8.750   | —    | 15.150 |
| Argento | Kyla Ross         | 6.2     | 8.850   | —    | 15.050 |
| Bronzo  | Luo Peiru         | 6.5     | 8.200   | —    | 14.700 |
| 4       | Peng Peng Lee     | 5.7     | 8.900   | —    | 14.600 |
| 4       | Shang Chunsong    | 6.5     | 8.100   | —    | 14.600 |
| 6       | Emily Little      | 5.4     | 8.200   | —    | 13.600 |
| 6       | Kristina Vaculik  | 5.8     | 7.800   | —    | 13.600 |
| 8       | Wakiko Ryu        | 4.9     | 7.800   | —    | 12.700 |

##### Trave
| Posizione | Ginnasta         | D Score | E Score | Pen. | Total  |
| --------- | ---------------- | ------- | ------- | ---- | ------ |
| Oro       | Kyla Ross        | 6.2     | 9.175   | —    | 15.375 |
| Argento   | Peng Peng Lee    | 6.4     | 8.900   | —    | 15.300 |
| Bronzo    | Tan Sixin        | 6.3     | 8.750   | —    | 15.050 |
| 4         | Shang Chunsong   | 5.7     | 8.175   | —    | 13.875 |
| 5         | Lauren Mitchell  | 6.2     | 7.550   | —    | 13.750 |
| 6         | Jordyn Wieber    | 6.0     | 7.700   | —    | 13.700 |
| 7         | Kristina Vaculik | 5.6     | 7.225   | —    | 12.825 |
| 8         | Risa Konishi     | 5.4     | 7.200   | —    | 12.600 |

##### Corpo Libero
| Rank    | Gymnast         | D Score | E Score | Pen. | Total  |
| ------- | --------------- | ------- | ------- | ---- | ------ |
| Oro     | Jordyn Wieber   | 6.100   | 9.025   | —    | 15.125 |
| Argento | Peng Peng Lee   | 5.700   | 8.875   | —    | 14.575 |
| Bronzo  | Kyla Ross       | 5.600   | 8.775   | —    | 14.375 |
| 4       | Luo Peiru       | 5.200   | 8.825   | —    | 14.025 |
| 5       | Lauren Mitchell | 5.900   | 7.550   | —    | 13.450 |
| 6       | Victoria Moors  | 5.800   | 7.450   | —    | 13.250 |
| 7       | Tan Sixin       | 5.800   | 7.400   | —    | 13.200 |
| 8       | Emily Little    | 5.3     | 7.800   | —    | 13.100 |

#### Podio Junior
Dopo aver vinto cinque ori (nel concorso a squadre, concorso individuale, trave, parallele asimmetriche e corpo libero), la statunitense Katelyn Ohashi diventa la ginnasta junior più medagliata della competizione.

##### Parallele asimmetriche
| Posizione | Ginnasta           | D Score | E Score | Pen. | Totale |
| --------- | ------------------ | ------- | ------- | ---- | ------ |
| Oro       | Katelyn Ohashi     | 6.0     | 8.625   | —    | 14.625 |
| Argento   | Victoria Kayen Woo | 5.1     | 8.000   | —    | 13.100 |
| Bronzo    | Sakura Yumoto      | 5.1     | 7.775   | —    | 12.875 |
| 4         | Lexie Priessman    | 5.0     | 7.350   | —    | 12.350 |
| 5         | Ekaterina Baturina | 4.9     | 7.200   | —    | 12.100 |
| 5         | Anastasia Belova   | 5.1     | 7.000   | —    | 12.100 |
| 7         | Jordyn Pedersen    | 5.0     | 6.475   | —    | 11.475 |
| 8         | Mei Jie            | 3.2     | 6.275   | —    | 9.475  |